# Kate Wallach
Kate Wallach (geboren als Käte Wallach am 17. Mai 1905 in Krefeld; gestorben am 27. Dezember 1979 in Baton Rouge) war eine deutschamerikanische Rechtsbibliothekarin.

## Leben
Käte Wallach war eine Tochter des Seidenhändlers Ludwig Wallach und der Berta Schönbeck. Sie besuchte die Mädchenoberschule in Krefeld und machte nach dem Umzug der Familie das Abitur in Berlin. Wallach studierte Jura in Berlin, Freiburg, Würzburg und Bonn und bestand das erste Staatsexamen in Köln. 1931 wurde sie bei Hans Carl Nipperdey in Köln promoviert. Nach dem zweiten Staatsexamen, das sie nach der Machtübergabe an die Nationalsozialisten 1933 ablegte, erhielt sie als Jüdin keine Stelle im Staatsdienst. Für eine Zeit kam sie in der Kanzlei von Richard Becher unter.  
1935 ging sie mit einem Besuchervisum in die USA, sie holte 1937 ihren jüngeren Bruder nach. Wallachs Großmutter starb nach ihrer Inhaftierung 1942 im Ghetto Theresienstadt, ihr Vater starb 1941 an einem Herzschlag, ihre Mutter wurde 1944 im KZ Auschwitz vergast. 
Wallach schlug sich in den USA als Hilfsarbeiterin durch und bekam Unterstützung vom National Council of Jewish Women. Einen Studienplatz erhielt sie nicht, so arbeitete sie unbezahlt für einen Patentanwalt, um das Rechtssystem kennenzulernen. 1937 bekam sie eine Arbeit als Sekretärin von Harry Shulman, der Rechtsprofessor an der Yale Law School war. Schließlich erhielt sie 1938 einen Studienplatz an der University of Wisconsin–Madison und machte 1940 dort vorzeitig ihren Bachelor of Laws. Sie jobbte in der Bibliothek der Universität, besuchte eine zusätzliche Bibliothekarsausbildung und erhielt 1942 sowohl einen Bachelor als Bibliothekarin als auch die US-amerikanische Staatsbürgerschaft. Wallach arbeitete nun mit einer Gerichtszulassung in Washington, D.C. und als Juristin in Regierungsinstitutionen. 
1947 arbeitete sie in der Bibliothek der University of North Carolina at Chapel Hill. 1949 wurde sie als Assistant Professor für die Rechtsfakultät der Louisiana State University in Baton Rouge eingestellt und kümmerte sich vornehmlich um den Bestand der Fachbibliothek. Sie publizierte mehrere Bücher und über 40 Zeitschriftenbeiträge. 1964 erhielt sie eine Professur, wurde 1966 zum Juris doctor promoviert und ging 1970 in den Ruhestand.

## Schriften (Auswahl)
- Nichtige Kündigungen nach deutschem Arbeitsrecht: Ein Beitrag zur Lehre vom Bestandschutz des Arbeitsvertrages. Paland, Berlin 1931 (Rechtswissenschaftliche Dissertation, Köln 1931).
- Designations of Super-employer Unit under National Labor Relations Act. In: Wisconsin Law Review. 1940, S. 556–567.
- Postwar Problems of the Law Library Equipment and Quarters. In: Law Library Journal. 1948, S. 329–334.
- Manual for Legal Bibliography. Baton Rouge 1951.
- Oil and Gas Bibliography. Baton Rouge 1953.
- Bibliographical History of Louisiana Civil Law Sources. Baton Rouge 1955.
- Research in Louisiana Law. Baton Rouge 1958 (Neuausgabe aus Bibliographical history of Louisiana civil law sources, 1955).
- Union List of Basic Latin American Legal Materials. South Hackensack 1971.
- Louisiana American Legal Research Manual. Baton Rouge 1972.
- (Mitautorin): Comparative Coastal Zone Management: a selective partially annotated bibliography on the biophysical, sociological, and legal aspects of development in four delta-estuary regions: the Mississippi (Louisiana, USA), Rhone (France), Rhine (The Netherlands), and Thames (England). Baton Rouge 1977.